# ユー・クッド・ビー・マイン
「ユー・クッド・ビー・マイン」（You Could Be Mine）は、ガンズ・アンド・ローゼズが1991年に発表した楽曲。アメリカ映画『ターミネーター2』の主題歌に使用され、同作に主演したアーノルド・シュワルツェネッガーの写真をジャケットに使用したシングルとして発表された後、9月発売のスタジオ・アルバム『ユーズ・ユア・イリュージョン II』にも収録された。
2009年には、同じくターミネーター・シリーズのアメリカ映画『ターミネーター4』のサウンドトラックでも使用された。

## 背景
作詞・作曲は、メンバーのイジー・ストラドリンとアクセル・ローズによる。歌詞には、アクセルが影響を受けたというエルトン・ジョンの楽曲「僕もあの映画をみている (I've Seen That Movie Too)」のタイトルを元にした部分があり、クレジットにはバーニー・トーピンとエルトン・ジョンの名が「Special Thanks to」として記されている。
レコーディングはアクセル、イジー、スラッシュ、ダフ・マッケイガン、マット・ソーラムの5人だけで行われ、外部ミュージシャンは参加しておらず、キーボードも使用されていない。

## 反響
バンドの母国アメリカでは、総合チャートのBillboard Hot 100で29位、『ビルボード』誌のメインストリーム・ロック・チャートでは3位に達した。
イギリスでは、ガンズ・アンド・ローゼズのシングルとしては初めて全英シングルチャートでトップ3入りを果たした。ノルウェーのシングル・チャートでは6位で初登場し、翌週より6週連続で2位となって、12週連続でトップ5にランク・インするヒットとなった。